# Далява
Даля́ва — село в Меденицькій селищній громаді, Дрогобицького району Львівської області.

## Історія
Село входило в склад Ґміни Рихтичі Дрогобицького повіту Львівського воєводства (1 серпня 1934)..
Після чергової адміністративно-територіальної реформи, у 2020 р., - село Солонського старостинського округу Меденицької громади оновленого Дрогобицького району Львівської області.

## Географія
До складу села входять присілок Хатки і хутори Федорці та Марципіль.

## Населення

### Мова
Розподіл населення за рідною мовою за даними перепису 2001 року:
| Мова       | Кількість | Відсоток |
| ---------- | --------- | -------- |
| українська | 371       | 100%     |

## Архітектура
Перша згадка про церкву походить із 1589 року. Відомо про будівництво нового храму у 1770-х роках. Нинішня хрещата одноверха дерев'яна церква святого Архангела Михайла походить із 1901 року (за іншими даними — з 1907). Збудована за проектом Михайла Голейка. У 1960–1989 роках використовувалась як склад зерна.

## Відомі люди
- Левицька Зеновія — крайовий референт жіночого сектору і зв'язку ОУН.